# Lista de pinturas de Antônio Parreiras
Esta é uma lista de pinturas de Antônio Parreiras.
Antônio Diogo da Silva Parreiras nasceu em 1860 e é natural de Niterói no Rio de Janeiro. Faleceu na mesma cidade em 1937. Ingressou na Academia Imperial de Belas Artes (AIBA), no Rio de Janeiro, em 1883, onde permaneceu apenas até o ano seguinte por não concordar com o ensino oferecido. Em 1888, frequentou a Accademia di Belle Arti di Venezia (Academia de Belas Artes de Veneza). Em 1911, ganhou o título de delegado da Sociéte Nationale des Beaux-Arts (Sociedade Nacional de Belas Artes), raramente oferecido a artistas não franceses.

## Lista de pinturas
| Imagem | Título                                                                                       | Data                  | Material               | Coleção                                                              | Versão audível |
| ------ | -------------------------------------------------------------------------------------------- | --------------------- | ---------------------- | -------------------------------------------------------------------- | -------------- |
|        | Bênção das Bandeiras da Revolução de 1817                                                    |                       | tinta a óleo tela      |                                                                      |                |
|        | Jesus Cristo à Beira do Gólgota                                                              | 1907                  | tinta a óleo tela      |                                                                      |                |
|        | Chácara da Consolação                                                                        | 1893                  | tinta a óleo tela      |                                                                      |                |
|        | O caçador furtivo                                                                            | 1903                  |                        |                                                                      |                |
|        | Manhã de Inverno                                                                             | 1894                  | tinta a óleo tela      |                                                                      |                |
|        | O Evangelho nas Selvas                                                                       | 1920                  | tinta a óleo tela      |                                                                      |                |
|        | Paisagem                                                                                     | 1910                  | tinta a óleo painel    |                                                                      |                |
|        | Paisagem (1919)                                                                              | 1919                  | tinta a óleo tela      |                                                                      |                |
|        | Paisagem (1917)                                                                              | 1917                  | tinta a óleo tela      |                                                                      |                |
|        | Sem título                                                                                   | 1920                  | tinta a óleo tela      |                                                                      |                |
|        | Q129339314                                                                                   | 1904                  |                        |                                                                      |                |
|        | Queimada                                                                                     | 1930                  | tinta a óleo tela      | No/unknown value                                                     |                |
|        | Praça da República                                                                           | 1905                  | tinta a óleo tela      |                                                                      |                |
|        | Praça Batista Campos I                                                                       | 1905                  | tinta a óleo tela      |                                                                      |                |
|        | Paisagem                                                                                     | século XX             | tinta a óleo madeira   | Coleção Fundo Museu Paulista Coleção Museu Paulista                  |                |
|        | A ventania                                                                                   | 1900                  | tinta a óleo tela      | Coleção Museu Histórico Nacional                                     |                |
|        | Nonchalance                                                                                  | 1915                  | tinta a óleo tela      | Coleção Museu Histórico Nacional                                     |                |
|        | Paisagem do Campo do Ipiranga                                                                | 1893                  | tinta a óleo           | Coleção Museu Paulista                                               |                |
|        | Paisagem                                                                                     | 16 de outubro de 1912 | tinta a óleo           | Coleção Museu Paulista Coleção Fundo Museu Paulista                  |                |
|        | Ventania                                                                                     | 1888                  | tinta a óleo tela      | Coleção da Pinacoteca do Estado de São Paulo                         |                |
|        | Baía Cabrália                                                                                | 1900                  | tinta a óleo tela      | Coleção da Pinacoteca do Estado de São Paulo                         |                |
|        | Dia de mormaço                                                                               | 1900                  | tinta a óleo tela      | Coleção da Pinacoteca do Estado de São Paulo                         |                |
|        | Paisagem (Água Parada)                                                                       | 1894                  | tinta a óleo painel    | Coleção da Pinacoteca do Estado de São Paulo Pinacoteca de São Paulo |                |
|        | Paisagem (Friburgo)                                                                          | 1888                  | tinta a óleo tela      | Coleção da Pinacoteca do Estado de São Paulo                         |                |
|        | Fundação de São Paulo                                                                        | 1913                  | tinta a óleo tela      | Coleção de Arte da Cidade de São Paulo                               |                |
|        | Prisão de Tiradentes - Paris, França (Estudo)                                                | 1910                  | madeira                | Museu Antônio Parreiras                                              |                |
|        | A Cruz de Juan Hernandez                                                                     | 1927                  | tela têxtil            | Museu Antônio Parreiras                                              |                |
|        | Estudo de Nu Feminino                                                                        | 1916                  | tela têxtil            | Museu Antônio Parreiras                                              |                |
|        | Flor Brasileira - Paris, França (Estudo)                                                     | 26 de julho de 1911   | tela têxtil            | Museu Antônio Parreiras                                              |                |
|        | A Morte de Virgínia (Estudo)                                                                 | 1904                  | tela têxtil            | Museu Antônio Parreiras                                              |                |
|        | Bois Pastando                                                                                | 1910                  | tela têxtil            | Museu Antônio Parreiras                                              |                |
|        | Dolorida - Paris, França (Estudo)                                                            | 1910                  | tela têxtil            | Museu Antônio Parreiras                                              |                |
|        | Relique Sacrée                                                                               | 1918                  | tela têxtil            | Museu Antônio Parreiras                                              |                |
|        | Estudo de Nu                                                                                 | 1916                  | tela têxtil            | Museu Antônio Parreiras                                              |                |
|        | Flor da Rua                                                                                  | 1917                  | tela têxtil            | Museu Antônio Parreiras                                              |                |
|        | Praia Deserta                                                                                | 1918                  | tela têxtil            | Museu Antônio Parreiras                                              |                |
|        | O Pequeno Corso                                                                              | 1918                  | tela têxtil            | Museu Antônio Parreiras                                              |                |
|        | Os Bois (Estudo para A Derrubada)                                                            | 1930                  | tela têxtil            | Museu Antônio Parreiras                                              |                |
|        | Cão (Estudo para A Derrubada)                                                                | 1930                  | tela têxtil papel      | Museu Antônio Parreiras                                              |                |
|        | Cavalos (Estudo para Terra Flagelada)                                                        | 1930                  | tela têxtil            | Museu Antônio Parreiras                                              |                |
|        | Vaqueiro                                                                                     | 1933                  | tela têxtil            | Museu Antônio Parreiras                                              |                |
|        | Antes da Chuva                                                                               | 1932                  | papel                  | Museu Antônio Parreiras                                              |                |
|        | Regueiro                                                                                     | 1935                  | tela têxtil            | Museu Antônio Parreiras                                              |                |
|        | Refúgio - Cachoeira, BA                                                                      | 1935                  | tela têxtil            | Museu Antônio Parreiras                                              |                |
|        | O Açude - Vassouras, RJ                                                                      | 1936                  | tela têxtil            | Museu Antônio Parreiras                                              |                |
|        | Aventureiro - Os Invasores (Estudo)                                                          | 1942                  | tela têxtil            | Museu Antônio Parreiras                                              |                |
|        | Mem de Sá Chega à Baía de Guanabara                                                          | 1934                  | tela têxtil            | Museu Antônio Parreiras                                              |                |
|        | Maravilhas do Brasil                                                                         |                       | tela têxtil            | Museu Antônio Parreiras                                              |                |
|        | Cais do Porto n.2                                                                            | 1978                  | madeira cerâmica gesso | Museu Antônio Parreiras                                              |                |
|        | Plage Deserte                                                                                | 1918                  | tela têxtil            | Museu Antônio Parreiras                                              |                |
|        | Coronel José Claro Ferreira da Silva                                                         | 1905                  | madeira                | Museu Antônio Parreiras                                              |                |
|        | Neve - Suíça                                                                                 | 1915                  | tela têxtil            | Museu Antônio Parreiras                                              |                |
|        | Uma Rua em Loêche les Bains                                                                  | 1917                  | tela têxtil            | Museu Antônio Parreiras                                              |                |
|        | Solidão                                                                                      | 1936                  | tela têxtil            | Museu Antônio Parreiras                                              |                |
|        | Beckmann                                                                                     | 1936                  | papel aquarela         | Museu Antônio Parreiras                                              |                |
|        | Sudoeste à Beira-mar                                                                         | 1937                  | tela têxtil            | Museu Antônio Parreiras                                              |                |
|        | Volta do trabalho                                                                            | 1937                  | tela têxtil            | Museu Antônio Parreiras                                              |                |
|        | Retrato                                                                                      | 1892                  | tela têxtil            | Museu Antônio Parreiras                                              |                |
|        | Composição                                                                                   |                       | madeira                | Museu Antônio Parreiras                                              |                |
|        | História de Neusa                                                                            | 1986                  | tela têxtil            | Museu Antônio Parreiras                                              |                |
|        | Paisagem                                                                                     | 1978                  | tela têxtil            | Museu Antônio Parreiras                                              |                |
|        | Julgamento de Filipe do Santos.                                                              | 1923                  |                        | Museu Antônio Parreiras                                              |                |
|        | Homeland (Evening)                                                                           | 1923                  | tinta a óleo tela      | Museu Antônio Parreiras                                              |                |
|        | Q128710301                                                                                   | 1914                  |                        | Museu Antônio Parreiras                                              |                |
|        | Dolorida                                                                                     | 1911                  | tinta a óleo tela      | Museu Antônio Parreiras                                              |                |
|        | Decoração para o Instituto Nacional de Música                                                |                       | tinta a óleo tela      | Museu Antônio Parreiras                                              |                |
|        | Q128710677                                                                                   | 1927                  | tinta a óleo tela      | Museu Antônio Parreiras                                              |                |
|        | A Derrubada (O Labor)                                                                        | 1930                  | tinta a óleo tela      | Museu Antônio Parreiras                                              |                |
|        | Q129262045                                                                                   | 1936                  | tinta a óleo tela      | Museu Antônio Parreiras                                              |                |
|        | As Sete Notas (Estudo para Decoração do Instituto Nacional de Música do Rio de Janeiro)      | década de 1920        | tinta a óleo tela      | Museu Antônio Parreiras                                              |                |
|        | Amanhecer no Adriático (ilha de Chioggia, Veneza, Itália)                                    | 1887                  | tinta a óleo painel    | Museu Antônio Parreiras                                              |                |
|        | Prayer                                                                                       | 1900                  | tinta a óleo tela      | Museu Antônio Parreiras                                              |                |
|        | A Morte do Bandeirante                                                                       | 1911                  | tinta a óleo tela      | Museu Antônio Parreiras                                              |                |
|        | A morte de Estácio de Sá                                                                     |                       | tinta a óleo tela      | Museu Antônio Parreiras                                              |                |
|        | The Cross of Juan Hernandez                                                                  | 1927                  | tinta a óleo tela      | Museu Antônio Parreiras                                              |                |
|        | Cabeça de Índia (Fracé)                                                                      | 1909                  | tinta a óleo tela      | Museu Antônio Parreiras                                              |                |
|        | A tarde                                                                                      | 1937                  | tinta a óleo tela      | Museu Antônio Parreiras                                              |                |
|        | Agony                                                                                        | 1915                  | tinta a óleo tela      | Museu Antônio Parreiras                                              |                |
|        | Q129262768                                                                                   | 1928                  | tinta a óleo tela      | Museu Antônio Parreiras                                              |                |
|        | Arabotan                                                                                     | 1936                  | tinta a óleo tela      | Museu Antônio Parreiras                                              |                |
|        | Bagatelle (Paris, França)                                                                    | 1906                  | tinta a óleo tela      | Museu Antônio Parreiras                                              |                |
|        | Cabeça de velho                                                                              | 1912                  | tinta a óleo tela      | Museu Antônio Parreiras                                              |                |
|        | Cabeça de homem                                                                              | 1917                  | tinta a óleo tela      | Museu Antônio Parreiras                                              |                |
|        | Bust of a man - Head of an old man (Paris, France)                                           | 1912                  | tinta a óleo tela      | Museu Antônio Parreiras                                              |                |
|        | Damnée                                                                                       | 1919                  | tinta a óleo tela      | Museu Antônio Parreiras                                              |                |
|        | Damnée                                                                                       | 1914                  | tinta a óleo painel    | Museu Antônio Parreiras                                              |                |
|        | Estudo de nu feminino                                                                        | 1916                  | tinta a óleo tela      | Museu Antônio Parreiras                                              |                |
|        | Estudo de nu                                                                                 | 1913                  | tinta a óleo tela      | Museu Antônio Parreiras                                              |                |
|        | Estudo para Flor Brasileira                                                                  | 1911                  | tinta a óleo Q5295538  | Museu Antônio Parreiras                                              |                |
|        | Estudo de nu (II)                                                                            | 1913                  | tinta a óleo tela      | Museu Antônio Parreiras                                              |                |
|        | Estudo de nu (III)                                                                           | 1913                  | tinta a óleo tela      | Museu Antônio Parreiras                                              |                |
|        | Flor do Mal                                                                                  | 1918                  | tinta a óleo tela      | Museu Antônio Parreiras                                              |                |
|        | Modelo em repouso                                                                            | 1919                  | tinta a óleo tela      | Museu Antônio Parreiras                                              |                |
|        | Nu                                                                                           | 1913                  | tinta a óleo tela      | Museu Antônio Parreiras                                              |                |
|        | Casas em Piana (Córsega, França)                                                             | 1915                  | tinta a óleo tela      | Museu Antônio Parreiras                                              |                |
|        | Casa de Margarida                                                                            | 1891                  | tinta a óleo tela      | Museu Antônio Parreiras                                              |                |
|        | Carneiros                                                                                    |                       | tinta a óleo tela      | Museu Antônio Parreiras                                              |                |
|        | Capitão Dias Adorno                                                                          | 1933                  | tinta a óleo tela      | Museu Antônio Parreiras                                              |                |
|        | Cabeça de Índio (Porpipó)                                                                    | 1909                  | tinta a óleo tela      | Museu Antônio Parreiras                                              |                |
|        | Cabeça de Índio (Jacumpté)                                                                   | 1909                  | tinta a óleo tela      | Museu Antônio Parreiras                                              |                |
|        | Cabeça de Índio (Jacumpté) II                                                                | 1909                  | tinta a óleo tela      | Museu Antônio Parreiras                                              |                |
|        | Caçador de Esmeraldas                                                                        | 1911                  | tinta a óleo tela      | Museu Antônio Parreiras                                              |                |
|        | Twilight                                                                                     |                       | tinta a óleo tela      | Museu Antônio Parreiras                                              |                |
|        | Escola ao Ar Livre (Teresópolis, RJ)                                                         | 1892                  | tinta a óleo painel    | Museu Antônio Parreiras                                              |                |
|        | Study for "Frei Caneca"                                                                      | 1918                  | tinta a óleo tela      | Museu Antônio Parreiras                                              |                |
|        | Fundação da Cidade do Rio de Janeiro: Ato Adicional (estudo)                                 | 1934                  | tinta a óleo tela      | Museu Antônio Parreiras                                              |                |
|        | Estudo para Prisão de Tiradentes                                                             | 1910                  | tinta a óleo painel    | Museu Antônio Parreiras                                              |                |
|        | Interior of a forest (Study for "Sertanejas"?)                                               | 1896                  | tinta a óleo painel    | Museu Antônio Parreiras                                              |                |
|        | História da Música (estudo para decoração do Instituto Nacional de Música do Rio de Janeiro) | década de 1920        | tinta a óleo tela      | Museu Antônio Parreiras                                              |                |
|        | L'Aube                                                                                       | 1916                  | tinta a óleo tela      | Museu Antônio Parreiras                                              |                |
|        | La priére (França)                                                                           | 1914                  | tinta a óleo tela      | Museu Antônio Parreiras                                              |                |
|        | Leitura matinal                                                                              | 1916                  | tinta a óleo tela      | Museu Antônio Parreiras                                              |                |
|        | Marinha                                                                                      | 1905                  | tinta a óleo tela      | Museu Antônio Parreiras                                              |                |
|        | Meu Primeiro Estudo a Óleo                                                                   | 1883                  | tinta a óleo painel    | Museu Antônio Parreiras                                              |                |
|        | Death of Carlos Gomes                                                                        | 1911                  | tinta a óleo tela      | Museu Antônio Parreiras                                              |                |
|        | Nu (III)                                                                                     | 1913                  | tinta a óleo tela      | Museu Antônio Parreiras                                              |                |
|        | Os Mártires                                                                                  | 1927                  | tinta a óleo painel    | Museu Antônio Parreiras                                              |                |
|        | O louco de Chevillat                                                                         | 1920                  | tinta a óleo tela      | Museu Antônio Parreiras                                              |                |
|        | Os invasores                                                                                 | 1936                  | tinta a óleo tela      | Museu Antônio Parreiras                                              |                |
|        | O Homem de 48                                                                                | século XX             | tinta a óleo tela      | Museu Antônio Parreiras                                              |                |
|        | O fogo                                                                                       | 1937                  | tinta a óleo tela      | Museu Antônio Parreiras                                              |                |
|        | Farm gate                                                                                    | 1933                  | tinta a óleo tela      | Museu Antônio Parreiras                                              |                |
|        | Primevos                                                                                     | 1922                  | tinta a óleo tela      | Museu Antônio Parreiras                                              |                |
|        | Prisão de Antônio Carlos                                                                     | 1909                  | tinta a óleo tela      | Museu Antônio Parreiras                                              |                |
|        | Southwest, Seaside                                                                           | 1937                  | tinta a óleo tela      | Museu Antônio Parreiras                                              |                |
|        | São Domingos                                                                                 | 1919                  | tinta a óleo tela      | Museu Antônio Parreiras                                              |                |
|        | Prayer (1904)                                                                                | 1904                  | tinta a óleo tela      | Museu Antônio Parreiras                                              |                |
|        | Loneliness                                                                                   | 1936                  | tinta a óleo tela      | Museu Antônio Parreiras                                              |                |
|        | Senador Martins Torres                                                                       | 1901                  | tinta a óleo tela      | Museu Antônio Parreiras                                              |                |
|        | Poissy (França)                                                                              | 1910                  | tinta a óleo painel    | Museu Antônio Parreiras                                              |                |
|        | Q129339244                                                                                   | 1911                  | tinta a óleo tela      | Museu Antônio Parreiras                                              |                |
|        | Relique Sacrée: Poilu                                                                        | 1915                  | tinta a óleo tela      | Museu Antônio Parreiras                                              |                |
|        | Rochedos do Alto Mar                                                                         | 1932                  | têmpera papel          | Museu Antônio Parreiras                                              |                |
|        | Pintando do natural                                                                          | 1937                  | tinta a óleo tela      | Museu Antônio Parreiras                                              |                |
|        | Panorama de Niterói                                                                          | 1892                  | tinta a óleo tela      | Museu Antônio Parreiras                                              |                |
|        | Q129340123                                                                                   | 1905                  | tinta a óleo tela      | Museu Antônio Parreiras                                              |                |
|        | Torturado                                                                                    | 1920                  | tinta a óleo tela      | Museu Antônio Parreiras                                              |                |
|        | Tranqueira - Barra Mansa, RJ                                                                 | 1900                  | tinta a óleo painel    | Museu Antônio Parreiras                                              |                |
|        | Um colega (retrato do pintor Numa Camille Ayrinhac)                                          | 1918                  | tinta a óleo tela      | Museu Antônio Parreiras                                              |                |
|        | Terra Natal (Meio-Dia)                                                                       | 1922                  | tinta a óleo tela      | Museu Antônio Parreiras                                              |                |
|        | Terra Natal: Manhã                                                                           | 1923                  | tinta a óleo tela      | Museu Antônio Parreiras                                              |                |
|        | Stricken land (study for a landscape)                                                        | 1930                  | tinta a óleo tela      | Museu Antônio Parreiras                                              |                |
|        | Velhos Amigos                                                                                | 1917                  | tinta a óleo tela      | Museu Antônio Parreiras                                              |                |
|        | Zumbi (2)                                                                                    |                       | tinta a óleo tela      | Museu Antônio Parreiras                                              |                |
|        | Zumbi                                                                                        | 1927                  | tinta a óleo tela      | Museu Antônio Parreiras                                              |                |
|        | À tarde                                                                                      | 1887                  | tinta a óleo tela      | Museu Antônio Parreiras                                              |                |
|        | Vallée de la Dala (Switzerland)                                                              | 1915                  | tinta a óleo tela      | Museu Antônio Parreiras                                              |                |
|        | Uma Rua em Loêche les Bains                                                                  | 1917                  | tinta a óleo tela      | Museu Antônio Parreiras                                              |                |
|        | Terra Natal (Tríptico):Amanhecer, Meio-Dia, Entardecer.                                      | década de 1920        | tinta a óleo tela      | Museu Antônio Parreiras                                              |                |
|        | Última Canção                                                                                | 1919                  | tinta a óleo tela      | Museu Antônio Parreiras                                              |                |
|        | Prisão de Tiradentes                                                                         | 1914                  | tinta a óleo tela      | Museu Júlio de Castilhos                                             |                |
|        | Jornada dos Mártires                                                                         | 1928                  | tinta a óleo tela      | Museu Mariano Procópio                                               |                |
|        | Praia de Botafogo em dia regata                                                              | 1886                  | tinta a óleo tela      | Museu Mariano Procópio                                               |                |
|        | Canto de Praia                                                                               | 1886                  | tinta a óleo tela      | Museu Nacional de Belas Artes                                        |                |
|        | Gragoatá depois da trovoada, Niterói                                                         | 1886                  | tinta a óleo tela      | Museu Nacional de Belas Artes                                        |                |
|        | Funeral em San Donà, Itália                                                                  | 1889                  |                        | Museu Nacional de Belas Artes                                        |                |
|        | Sertanejas (Teresópolis, RJ)                                                                 | 1896                  | tinta a óleo tela      | Museu Nacional de Belas Artes                                        |                |
|        | Turbínio, Veneza                                                                             | 1880                  |                        | Museu Nacional de Belas Artes                                        |                |
|        | Vieux Parc, Paris                                                                            | 1914                  | tinta a óleo tela      | Museu Nacional de Belas Artes                                        |                |
|        | Cataratas do Iguaçu                                                                          | 1920                  | tinta a óleo tela      | Museu Oscar Niemeyer                                                 |                |
|        | Embarcações                                                                                  | 1921                  | aquarela papel         | Museu Victor Meirelles                                               |                |
|        | Paisagem de Pádua                                                                            | 1888                  | tinta a óleo tela      | Museu de Arte Brasileira da Fundação Armando Álvares Penteado        |                |
|        | Paisagem (1928)                                                                              | 1928                  | tinta a óleo tela      | Museu de Arte da Bahia                                               |                |
|        | Clareira no Bosque                                                                           | 1905                  | tinta a óleo tela      | Museu de Arte de Belém                                               |                |
|        | Praça Batista Campos I                                                                       | 1905                  | tinta a óleo tela      | Museu de Arte de Belém                                               |                |
|        | Entrada do Bosque Municipal                                                                  | 1905                  | tinta a óleo tela      | Museu de Arte de Belém                                               |                |
|        | Calçada do Largo da Pólvora                                                                  | 1905                  | tinta a óleo tela      | Museu de Arte de Belém                                               |                |
|        | Av. São Jerônimo                                                                             | 1905                  | tinta a óleo tela      | Museu de Arte de Belém                                               |                |
|        | A Catedral de Belém                                                                          | 1905                  | tinta a óleo tela      | Museu de Arte de Belém                                               |                |
|        | Iracema                                                                                      | 1909                  | tinta a óleo tela      | Museu de Arte de São Paulo                                           |                |
|        | Croquis d'O Labor                                                                            | 1930                  | tinta a óleo tela      | Museu de Arte do Rio Grande do Sul Ado Malagoli                      |                |
|        | Morte de Virgínia                                                                            | 1905                  | tinta a óleo tela      | Museu de História do Estado do Pará                                  |                |
|        | Flor brasileira (estudo)                                                                     | 1912                  | tinta a óleo tela      | Museu do Estado de Pernambuco                                        |                |
|        | O Primeiro Passo para a Independência da Bahia                                               | 1931                  |                        | Palácio Rio Branco                                                   |                |
|        | José Peregrino, Revolução Pernambucana – 1817                                                | 1918                  | tinta a óleo tela      | Palácio da Redenção                                                  |                |
|        | Fim de romance, 1912"                                                                        | 1915                  | tinta a óleo tela      | Pinacoteca de São Paulo                                              |                |
|        | Marinha                                                                                      | 1902                  | tinta a óleo tela      | Pinacoteca de São Paulo                                              |                |
|        | Fantasia                                                                                     | 1909                  |                        | Pinacoteca de São Paulo                                              |                |
|        | Dia de Mormaço                                                                               | 1900                  | tinta a óleo tela      | Pinacoteca de São Paulo                                              |                |
|        | Fim de romance, 1912                                                                         | 1912                  | tinta a óleo tela      | Pinacoteca de São Paulo                                              |                |
|        | Lusco-fusco (Paisagem)                                                                       |                       | tinta a óleo tela      | Pinacoteca de São Paulo                                              |                |
|        | Marinha (II)                                                                                 | 1902                  | tinta a óleo tela      | Pinacoteca de São Paulo                                              |                |
|        | Menino                                                                                       | 1911                  | tinta a óleo tela      | Pinacoteca de São Paulo                                              |                |
|        | Um canto no meu ateliê                                                                       | 1889                  | tinta a óleo tela      | Pinacoteca de São Paulo                                              |                |
|        | Morte de Fernão Dias Paes Leme                                                               | 1920                  | tinta a óleo tela      | Pinacoteca de São Paulo                                              |                |
|        | Velhas casas (Paisagem)                                                                      | 1922                  | tinta a óleo tela      | Pinacoteca de São Paulo                                              |                |